# The Show Must Go On
«The Show Must Go On» (с англ. — «Шоу должно продолжаться») — финальная песня британской рок-группы Queen из альбома Innuendo. Вошла в сборник группы Greatest Hits II. Последний сингл, вышедший при жизни Фредди Меркьюри, за 5 недель и 6 дней до его смерти.
На концерте памяти Фредди Меркьюри песню исполнил Элтон Джон. Брайан Мэй и Роджер Тейлор исполняли её на своих сольных концертах. «The Show Must Go On» имеет большое количество кавер-версий.

## История создания
Взяв за основу последовательность аккордов, подобранных Тейлором и Диконом, Мэй и Меркьюри определили тематику песни и написали первый куплет. Мэй дописал текст и основную мелодию.
Из интервью Брайана Мэя CNN, 9 января 2000:
The Show Must Go On создавалась совместно, как сборник. Да, это песня Queen, потому что мы в итоге решили ставить авторство Queen на все песни. Но всё-таки, это… я считаю эту песню своим ребёнком. Бо́льшую её часть я написал, когда Фредди сидел прямо здесь рядом. Это был хороший опыт, потому что Фредди тогда уже не мог, не хотел открывать свои чувства через поэзию, за очень редким исключением. Но он понимал нашу идею, что это способ выразить наши чувства к нему.

Когда я напел мелодию вокала для Фредди, в основном мне пришлось использовать фальцет, потому что было слишком высоко — и я спросил его, подойдёт ли это? Он выпил стопку водки, подошёл к микрофону и сделал всё просто идеально. Я думаю, что это одна из самых лучших когда-либо исполненных им партий — его оригинальная версия The Show Must Go On.
Текст «The Show Must Go On» полон метафор и намёков. Обозначается грядущая трагедия; ближе к финалу герой обретает решимость, яростное желание жить: «I have to find the will to carry on with the show» («рус. Мне придётся найти силы, чтобы продолжить шоу»), несмотря на угасание сил («Inside my heart is breaking» («Моё сердце рвётся на части»)). Композиция начинается в Си миноре, второй куплет играется в До-диез минор, тональность повышается (обозначая надежду), но затем композиция переходит обратно в Си минор.

## В записи участвовали
- Фредди Меркьюри — основной вокал, бэк-вокал
- Брайан Мэй — гитара, клавишные, бэк-вокал
- Роджер Тейлор — ударные, бэк-вокал
- Джон Дикон — бас-гитара

## Чарты
| Чарт (1991—1992)                   | Высшая позиция |
| ---------------------------------- | -------------- |
| Австралия (ARIA)                   | 75             |
| Бельгия/Фландрия (Ultratop 50)     | 22             |
| Европа (European Hot 100 Singles)  | 19             |
| Франция (SNEP)                     | 2              |
| Германия (Official German Charts)  | 7              |
| Ирландия (IRMA)                    | 17             |
| Италия (Musica e dischi)           | 5              |
| Нидерланды (Dutch Top 40)          | 7              |
| Нидерланды (Single Top 100)        | 6              |
| Новая Зеландия (Recorded Music NZ) | 20             |
| Швеция (Sverigetopplistan)         | 30             |
| Швейцария (Schweizer Hitparade)    | 11             |
| Великобритания (OCC UK Singles)    | 16             |
| США (Billboard Mainstream Rock)    | 40             |

| Чарт (1991)               | Позиция |
| ------------------------- | ------- |
| Нидерланды (Dutch Top 40) | 95      |

| Чарт (1992)                       | Позиция |
| --------------------------------- | ------- |
| Германия (Official German Charts) | 46      |

| Чарт (2019)      | Позиция |
| ---------------- | ------- |
| Португалия (AFP) | 837     |

| Регион | Сертификация | Продажи  |
| --- | ------------ | -------- |
| Франция (SNEP) | Золотой      | 250 000* |
| Италия (FIMI) | Платиновый   | 50 000   |
| Великобритания (BPI) | Золотой      | 400 000  |
| * Данные о продажах приведены только на основе сертификации. · Данные о продажах + прослушиваниях приведены только на основе сертификации. |              |          |